# 战术行动：反恐突击
《战术行动：反恐突击》是一款第一人称射击游戏，于2002年由Kamehan Studios开发，并由Infogrames以MicroProse名义发行，在中文互联网也多被称为《反恐特警》。该游戏是Kamehan Studios于1999年为游戏虚幻竞技场发布的同名多人游戏MOD的零售版本。该游戏主题是以特种部队和恐怖分子为主题的团队竞赛。游戏在发布后得到了褒贬不一的评价，《战术行动》评论家批评游戏与MOD版本相似，并与其他多人第一人称射击游戏相比缺乏独特特色。

## 游戏玩法
《战术行动》采用与其他基于团队的多人第一人称射击（包括其原始虚幻引擎母游戏《虚幻竞技场》）相似的游戏方式，游戏设置了单人和多人模式，玩家可以扮演特种部队或恐怖分子，互相对抗完成如解救人质、护送武器和引爆炸弹等任务。 游戏以限时四分钟的死亡竞赛形式进行。如果玩家在回合中被击败，须在回合结束前等待直到时间耗尽或其中一队胜利。玩家通过击败敌人、在地图中找到违禁品和完成任务目标等成就来赚取金钱。金钱可以用来购买新武器、护甲、手榴弹和夜视镜等工具。《战术行动》的单人模式允许玩家在30张地图上与由电脑控制的机器人进行比赛。

## 开发
《战术行动：反恐突击》起源于1999年，是《虚幻竞技场》的一款MOD，于2000年6月首次以反恐特警（英文：SWAT）的名字发布。后来由巴黎的Kamehan Studios开发，并在Laurent Delayen的领导下更名为《战术行动》。到了2002年，Infogrames公司与Kamehan Studios签署了一项出版协议，将《战术行动》以Microprose的名义作为独立的零售游戏发布。Infogrames委托Kamehan Studios为游戏创建了一个单人游戏。在签署协议时，项目有超过50名员工参与，包括设计师、程序员和测试人员。由于“非计划性”地进行商业开发以及在开发过程中的时间限制，Delayen表示该项目未能包含更多“深度和复杂”的情节，而是致力于模仿修改添加了AI机器人的多人游戏体验。

## 评价
根据评论聚合商Metacritic，《战术行动》收到了“褒贬不一”的评价。许多评论家对将用《虚幻竞技场》的MOD进行商业发布表示怀疑。许多评论家讲该游戏描述为对现有作品《反恐精英》和《全球行动》的“削弱”模仿或“克隆”。Computer Gaming World的Tom Price指出“整个以反恐为主题的近战战斗类型已经过于饱和”，而PC Gamer指出游戏完全非原创，使得游戏给人一种“似曾相识”的感觉。然而IGN仍认为虽然游戏需要“更多改善”，但《战术行动》仍是其同类的“可接受的替代品”。
评论家对游戏的视觉呈现和地图设计持不同意见。GameSpot的Scott Osborne评论称，更新后的画质是一次“受欢迎的大改进”，强调了“引人注目”和“逼真”的纹理和玩家皮肤。GameZone赞扬了游戏的“半现实主义”视觉设计、细节水平和光影效果。Computer Gaming World的Tom Price表示游戏的模型“乏味而缺乏细节”，具有“沉闷的纹理”和“僵硬的动画”，而且关卡“缺乏良好的咽喉點”。PC Zone的Mark Hill认为地图“呆板、丑陋且不平衡”。
评论家对游戏玩法的评价褒贬不一，尽管在单人模式中对游戏机器人性能的评价大多为负面。PC Gamer赞扬游戏玩法为“非常有趣”，强调了火拼的“残酷”以及武器的“半现实主义”。GameZone认为多人模式的节奏“紧张且快”。然而GameSpy的Bill Hiles指出，多人模式缺乏复杂性，很容易演变为“暴民横行和低级的死斗花招”，而单人模式的任务类型“十分单调”。Computer Gaming World的Tom Price认为单人游戏因为“机器人行为极易预测”而“表现平平”。同样，PC Zone的Mark Hill痛批机器人为“无用”，缺乏战术选择，说“它们只知道冲向目标，一通射击，然后被杀。就这么无聊。”
在911袭击之发生后，评论家批评对于《战术行动》关于恐怖主义低劣或愤世嫉俗的品味，Infogrames声明该游戏“无意以任何方式美化恐怖主义或恐怖活动” ，并且在袭击发生前就已经完成游戏制作”。